# Sabyinyo

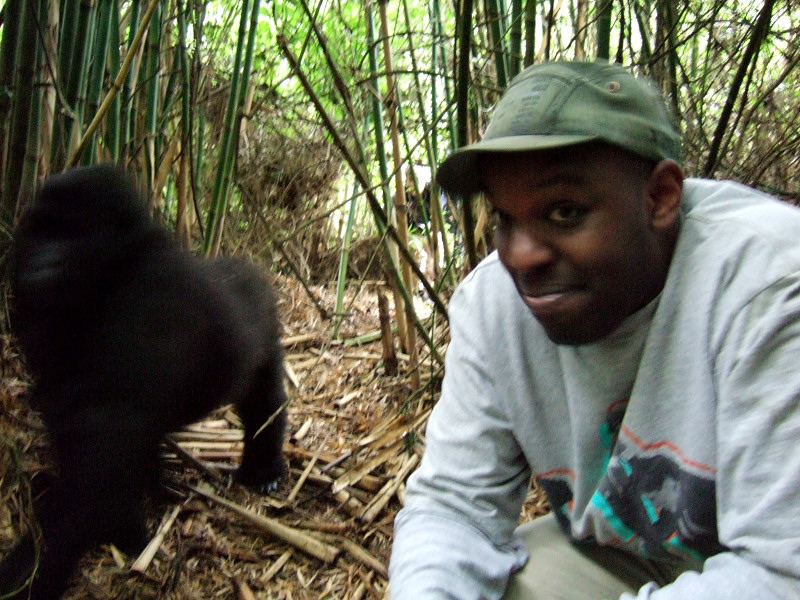
Hegyi gorilla a Sabyinyo hegyen

A Sabyinyo vulkán (más néven Sabinyo, Sabinio) a kelet-afrikai Virunga-hegységben fekvő kialudt vulkán. A vulkán 3645 m magas csúcsa a Uganda, Ruanda és a Kongói Demokratikus Köztársaság hármas határának metszéspontja. A vulkán legutóbbi kitörését 140 000 évvel ezelőttre teszik A vulkán a hegy oldalán fekvő nemzeti parkok területére esik, a kongói Virunga Nemzeti Park,  a ruandai Volcanoes Nemzeti Park és az ugandai Mgahinga Gorilla Nemzeti Park.  A hegy helyiek által adott beceneve „öreg ember fogai”, mivel a hegy csipkézett csúcsa lekopott fogakra emlékeztet (ellentétben a hegylánc szomszédos, teljesen szabályos kúp alakú csúcsaival). A Sabyinyo hegy lejtőin él a veszélyeztetett hegyi gorilla egy populációja. Az itt élő, emberhez szokott, (habituálódott) csoport neve „Sabyinyo-csoport”. A csoport vezetője egy 30 éves, 2 m magas ezüsthátú hím, akit Guhondának hívnak.

## Külső hivatkozások
- Encyclopedia Britannica
- National Geographic photo
- Az Afrikai Vadvédelmi Alapítvány